# Jorge Enrique Jiménez Carvajal
Jorge Enrique Jiménez Carvajal (Bucaramanga, 29 de març de 1942) és un cardenal i arquebisbe catòlic colombià, des del 25 de març de 2021 arquebisbe emèrit de Cartagena.

## Biografia
Jorge Enrique Jiménez Carvajal va néixer el 29 de març de 1942 a Bucaramanga, diòcesi de Nueva Pamplona (avui a l'arxidiòcesi homònima ) i departament de Santander, al centre-est de la República de Colòmbia.

### Formació i ministeri sacerdotal
Després de rebre l'educació primària, sentint una precoç maduració de la vocació sacerdotal, ingressà al seminari menor diocesà de Floridablanca, on obtingué el seu diploma. El 1959 es va traslladar a la capital Bogotà i va ingressar a la Congregació de Jesús i Maria , societat de vida apostòlica fundada el 1643 pel sacerdot francès Jean Eudes, va assistir primer a la Pontificia Universidad Javeriana per a estudis de filosofia i després al Seminario Eudista de Valmaría per els de teologia; mentrestant, amb vint-i-dos anys, el 17 de maig de 1964 va fer la professió solemne pels Pares Eudistes. Més tard també es va llicenciar en ciències socials per l'Instituto Latinoamericano de Estudios sociales de Santiago de Xile.
En acabar el seu viatge, als vint-i-cinc anys, va rebre l'ordenació sacerdotal el 17 de juny de 1967 , a la seva ciutat natal, per la imposició de les mans d'Héctor Rueda Hernández, arquebisbe metropolità de Bucaramanga. Poc després se li va confiar la funció de professor al seminari major de Santa Rosa de Osos, mentre que posteriorment va tornar a Bogotà, on va ser primer entrenador del Seminario Eudista de Valmaría fins al 1971 , després encarregat de la secció benèfica de la Comunitat Eudista El minuto de Dios des de 1972 i responsable de la difusió de la doctrina social al Secretariat Nacional de Pastoral Social de la Conferència Episcopal de Colòmbia (CEC) des de 1975; va ocupar els dos últims càrrecs fins al 1978.
L'any 1979 va esdevenir director d'estudis de l'Institut Teològic-Pastoral del Consell Episcopal Llatinoamericà (CELAM) de Medellín durant els nou anys següents; a més d'això, l'any 1985 va començar a impartir classes als instituts dedicats a la preparació de missioners (sacerdots, religiosos i laics) per a Llatinoamèrica situats a Lovaina (Bèlgica), Madrid (Espanya) i Verona (Itàlia), mentre que el 1988. va ser elegit superior provincial per a Colòmbia de la Congregació Eudista, ocupant els càrrecs fins al seu ascens a l'episcopat. A més, designat pel Papa, de 1989 a 1991 va ser secretari general de la Confederació Llatinoamericana de Religiosos (CLAR).

### Ministeri episcopal i cardenalat

#### Bisbe de Zipaquirá
El 9 de novembre de 1992, el papa Joan Pau II el va nomenar bisbe de Zipaquirá, de cinquanta anys ; va succeir a Rubén Buitrago Trujillo, OAR, que va morir als setanta anys el 27 de setembre de 1991. Va rebre la consagració episcopal el 12 de desembre següent, a la catedral de la Santíssima Trinitat i Sant Antoni de Pàdua a Zipaquirá, per la imposició de mans del cardenal Mario Revollo Bravo, arquebisbe metropolità de Bogotà, assistit pels co-consagrants monsenyor Paolo Romeo, arquebisbe titular de Vulturia i nunci apostòlic a Colòmbia, i Juan Francisco Sarasti Jaramillo, CIM, bisbe de Barrancabermeja; va prendre possessió de la diòcesi durant la mateixa celebració.
El 1993 va ser elegit secretari general de la Conferència Episcopal de Colòmbia, acabant aviat el càrrec quan el 1995 va ser elegit secretari general del Consell Episcopal Llatinoamericà, succeint a Raymundo Damasceno Assis, bisbe titular de Novapietra i auxiliar de Brasília; vençut el mandat de quatre anys, l'any 1999 els membres de l'assemblea el van escollir president de la mateixa, prenent el relleu d'Óscar Rodríguez Maradiaga, SDB, arquebisbe metropolità de Tegucigalpa.
El 15 de maig de 2001 el Papa el va nomenar assessor de la Pontifícia Comissió per a Llatinoamèrica, quan ja era membre del Pontifici Consell per a la Pastoral dels Treballadors Sanitaris, i el 24 d'agost següent el va cridar. per participar en la X assemblea general ordinària del Sínode dels Bisbes, que després va tenir lloc a la Ciutat del Vaticà del 30 de setembre al 6 de novembre del mateix any, amb el tema El bisbe: servent de l'Evangeli de Jesucrist per a l'esperança del món; durant l' assemblea també va ser rebut en audiència pel papa juntament amb altres participants Finalment, el 13 de desembre va participar en la trobada sobre el futur dels cristians a Terra Santa , també al Vaticà
De l'1 al 5 de setembre de 2002, juntament amb els presidents de les Conferències Episcopals Americanes, va participar en la trobada, organitzada a Santo Domingo pel Consell Pontifici per a la Família, la Comissió Pontifícia per a Amèrica Llatina i el CELAM, per tractar el tema de la Situació i perspectives sobre la família i la vida a Amèrica, signant la declaració final.  L'11 d'octubre del mateix any va ser segrestat a San Antonio de Aguilera, prop de Pacho, mentre anava a celebrar una funció juntament amb el P. Desiderio Orjuela; els segrestadors van ser identificats com a membres de les Forces Armades Revolucionàries de Colòmbia (FARC), i entre els recursos dirigits a la seva posada en llibertat destaquen els d'Everth Bustamante, alcalde de Zipaquirá, del general Carlos Alberto Ospina, que va oferir una gran recompensa per a qualsevol informació útil, i especialment les del pontífex l' endemà i en l'audiència general del dimecres Va ser alliberat una setmana més tard, el 18 d'octubre, després d'una important operació militar que va comportar la detenció de 2 guerrillers, mentre que el tercer es va rendir espontàniament; dos anys més tard els autors van ser condemnats a 31 anys de presó pel jutjat especial del Departament de Cundinamarca.
Després del seu alliberament, va ser rebut en audiència pel Papa el 16 de gener de 2003  i el mateix any va concloure el seu mandat de quatre anys com a president del CELAM, quan el va succeir el cardenal Francisco Javier Errázuriz Ossa, P.Sch., arquebisbe metropolità de Santiago de Xile.

#### Coadjutor, aleshores arquebisbe metropolità de Cartagena
El 6 de febrer de 2004, el papa Joan Pau II el va promoure, als seixanta-un anys, a arquebisbe coadjutor de Cartagena, ingressant posteriorment a l'arxidiòcesi, mentre que el 27 de setembre següent va anar al Vaticà juntament amb Luis Augusto Castro Quiroga, IMC, arquebisbe metropolità de Tunja, per la visita ad limina apostolorum, amb l'objectiu de debatre amb el pontífex la situació i els problemes relatius al seu nou àmbit pastoral.
El 24 d'octubre de 2005, amb l'acceptació de la renúncia per motius de salut del setanta anys Carlos José Ruiseco Vieira, que havia dirigit la diòcesi durant vint-i-dos anys, va succeir per coadjutor com a arquebisbe metropolità de Cartagena, als seixanta-tres anys d'edat. Posteriorment va prendre possessió de l'arxidiòcesi durant una cerimònia celebrada a la catedral de Santa Caterina d'Alexandria a Cartagena d'Índies. El 29 de juny de 2006, dia de la solemnitat dels sants Pere i Pau, va anar a la basílica de Sant Pere del Vaticà, on el pontífex li va imposar el pal·li, símbol de comunió entre la Santa Seu i el metropolità, mentre el 30 de juny va ser rebut en audiència pel papa juntament amb els altres nous metropolitans.
El 23 de setembre de 2009, el Papa Benet XVI el va convocar a participar, com a membre de designació pontifici, a la segona assemblea especial per a l'Àfrica del Sínode dels Bisbes, que després va tenir lloc a la Ciutat del Vaticà del 4 al 23 d'octubre, amb el tema L'Església a Àfrica al servei de la reconciliació, la justícia i la pau. «Vosaltres sou la sal de la terra... Sou la llum del món» (Mt 5, 13.14)
Va fer una segona visita ad limina el 6 de setembre de 2012, juntament amb altres membres de l'episcopat colombià, al Palau Pontifici de Castel Gandolfo
El 10 de setembre de 2017 va rebre el Papa Francesc a Cartagena, durant l'última etapa del seu viatge apostòlic a Colòmbia (6 - 11 de setembre), assistint a la benedicció de la primera pedra de les llars per a persones sense llar i de l' Òpera Talitha kumi i a la missa a la zona portuària de la ciutat, que va acabar amb la salutació de comiat del Papa.
El 25 de març de 2021, el Papa Francesc va acceptar la seva renúncia al govern pastoral de l'arxidiòcesi de Cartagena per haver arribat al límit d'edat, d'acord amb l'article 401 § 1 del Codi de Dret Canònic, esdevenint arquebisbe emèrit poc abans de complir setanta-nou anys i després de més de quinze anys de govern pastoral; el va succeir Francisco Javier Múnera Correa, de seixanta-quatre anys , IMC, fins aleshores bisbe de San Vicente del Caguán. Va romandre per administrar l'arxidiòcesi fins a la instal·lació del seu successor el 22 de maig.
El 29 de maig de 2022 , al final del Regina Caeli, el papa Francesc va anunciar la seva creació com a cardenal; en el consistori del 27 d'agost següent el va crear cardenal prevere de Santa Dorotea. Tenint ja vuitanta anys en el moment de la convocatòria, no tindrà dret a entrar al conclave i a ser membre dels dicasteris de la Cúria Romana, d'acord amb l'art. II § 1-2 del motu proprio Ingravescentem Aetatem, publicat pel papa Pau VI el 21 de novembre de 1970 . El 3 d'octubre de 2023 va prendre possessió del títol cardenalici.